# نشان شرکت کننده جنگ میهنی
نشان شرکت کننده جنگ میهنی (ترکی آذربایجانی: «Vətən müharibəsi iştirakçısı» medalı) یکی از مدالهای جمهوری آذربایجان است. این نشان، به مناسبت پیروزی جمهوری آذربایجان بر ارمنستان در جنگ دوم قره‌باغ تأسیس شد.

## تاریخچه
الهام علی‌اف، رئیس‌جمهوری آذربایجان، زمانی که در روز ۱۱ نوامبر سال ۲۰۲۰، از نظامیان زخمی شده آذربایجانی در جنگ ناگورنو قره‌باغ (۲۰۲۰) عیادت کرد، از تأسیس نشان‌های جدیدی مربوط به همان جنگ در این کشور خبر داد. وی همچنین دستورهای مربوط در جهت اعطاء نشان‌ها و جوایزی به غیرنظامیان و نظامیانی که قهرمانی‌ها و حماسه‌آفرینی‌هایی را در میدان جنگ و جبهه عقب از خود نشان دادند، صادر کرده و اسامی این مدال‌ها را پیشنهاد داد.
در جلسه علنی مجلس ملی آذربایجان که به تاریخ ۲۰ نوامبر سال ۲۰۲۰ برگزار شد، پیش نویس قانون اصلاح «قانون ایجاد نشان‌ها در جمهوری آذربایجان» اعلام وصول شد.
طی همان جلسه، نشان شرکت کننده چنگ میهنی به دلیل پیروزی جمهوری آذربایجان در جنگ دوم قره باغ و بر اساس قانون یادشده، به تأسیس رسید.

## امتیاز
طبق «قانون ایجاد نشان‌ها در جمهوری آذربایجان»، نشان شرکت کننده جنگ میهنی یک درجه پایین‌تر از نشان برای آزادسازی لاچین و یک درجه بالاتر از نشان برای خدمات در پشت جبهه در جنگ میهنی می‌باشد.